# Lina Hjort
Anna Karolina (Lina) Hjort, född 10 mars 1881 i Hietaniemi, Norrbotten och död 12 augusti 1959 i Jukkasjärvi, Norrbotten, var en svensk lärare, byggmästare och rösträttskvinna. 
Som barn arbetade Hjort med att samla ved och vrida vidjor åt timmerflottarna. Hjort utbildade sig på lärarinneseminariet i Haparanda och fick 1901 sitt första arbete som lärare i byn Kurravaara. Senare i livet byggde hon även hus och hyrde ut dem till kvinnor. Hjorts hem var en samlingsplats för kvinnornas rösträttsrörelse och hon arbetade själv med att samla in namnunderskrifter åt LKPR:s lokalavdelning Föreningen för kvinnans politiska rösträtt i Kiruna. Utöver rösträttsfrågan var Hjort även engagerad i frågor om kvinnors fria kärlek och sexualitet.
2010 satte Norrbottensteatern upp en föreställning baserad på Lina Hjorts liv, skriven av dramatikern Yvonne Gröning.